# Joffre Dumazedier
Joffre Dumazedier (Taverny, 30 de dezembro de 1915 - 25 de dezembro de 2002) foi um sociólogo francês, pioneiro nos estudos do lazer e de formação. Presidente fundador da associação "Peuple et Culture", professor na Sorbonne, Université Rení Descartes.